# 入谷站 (神奈川縣)
入谷站（日语：／ Iriya eki */?）是一個位於神奈川縣座間市入谷西五丁目，屬於東日本旅客鐵道（JR東日本）相模線的鐵路車站。

## 車站構造
- 單式月台1面1線的地上車站。相模線唯一的完全無站員車站，亦是座間市唯一的JR車站。原來為運砂的貨物站。

| 月台 | 路線    | 方向           | 目的地           |
| ---- | ------- | -------------- | ---------------- |
|      | ■相模線 | 下行           | 橋本、八王子方向 |
| 上行 | ■相模線 | 厚木、茅崎方向 |                  |

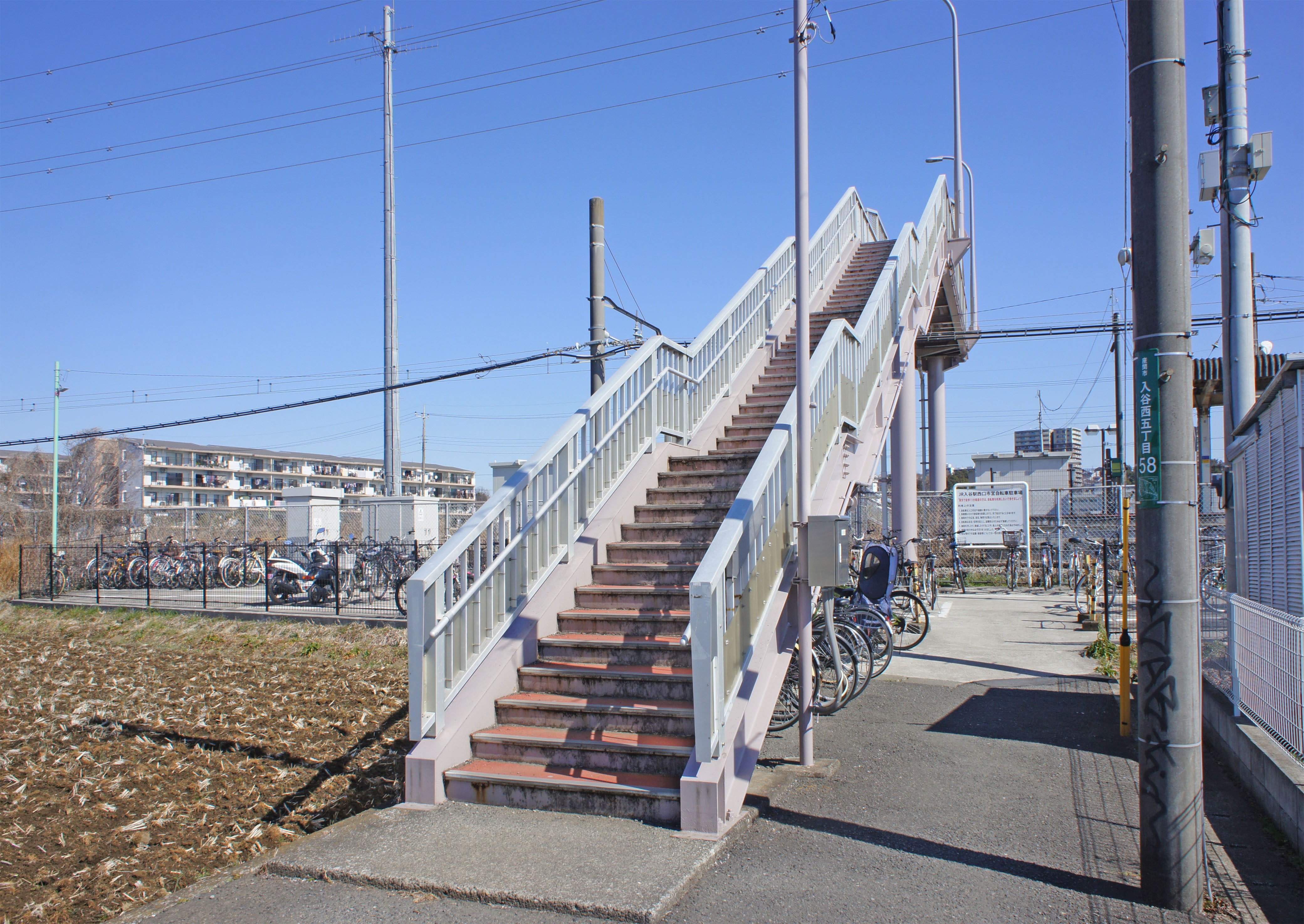
車站西口(2022年2月)
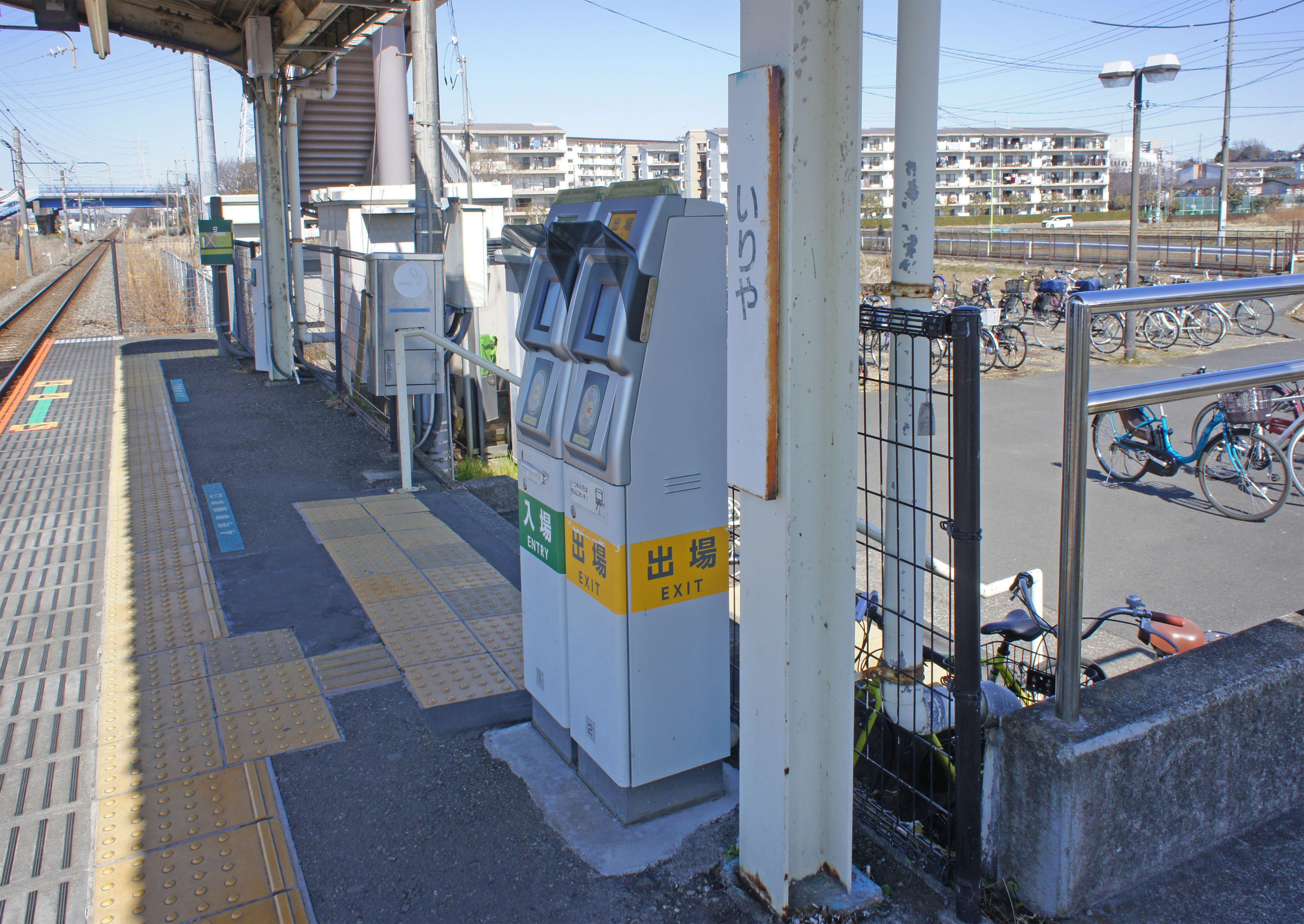
閘門(2022年2月)

## 使用情況
2007年度的1日平均上車人次為1,091人。近年的推移如下表。相模線車站當中上車人次最少。
| 年度               | 1日平均 乗車人員 |
| ------------------ | ---------------- |
| 1998年（平成10年） | 655              |
| 1999年（平成11年） | 677              |
| 2000年（平成12年） | 665              |
| 2001年（平成13年） | 677              |
| 2002年（平成14年） | 697              |
| 2003年（平成15年） | 698              |
| 2004年（平成16年） | 710              |
| 2005年（平成17年） | 808              |
| 2006年（平成18年） | 893              |
| 2007年（平成19年） | 1,091            |

## 車站周邊
- 座間市役所西支所
- 座間警察署
- 神奈川縣立座間高等學校
- 神奈川縣立座間養護學校
- 座間市立入谷小學校
- JA相模座間支店
- MEGA唐吉訶德UNY座間店
- 小田急小田原線座間站

## 歷史
- 1935年6月23日 開業。最初為貨物站。

## 相鄰車站
東日本旅客鐵道（JR東日本）
■相模線
海老名－入谷－相武台下

## 外部連結
- 車站資訊（入谷）：東日本旅客鐵道

35°28′42.4″N 139°23′30.8″E / 35.478444°N 139.391889°E